# Ostre Bardo (Varmie-Mazurie)
Pour l’article homonyme, voir Ostre Bardo.
Ostre Bardo est un village polonais de la voïvodie de Varmie-Mazurie, dans le powiat de Bartoszyce.